# Jawaharlal Nehru
Jawaharlal Nehru (în limba hindi जवाहरलाल नेहरू) (n.14 noiembrie 1889, Allahabad, India d. 27 mai 1964, New Delhi) a fost om de stat indian și prim-ministru al țării în perioada 15 august 1947 - 27 mai 1964.
A fost primul premier al Indiei de când aceasta a devenit stat independent.
A fost unul dintre principalii fondatori ai Mișcării de Nealiniere și a devenit o personalitate marcantă pe plan internațional.